# 鉄道敷設法別表第145号
鉄道敷設法別表第145号は、1922年（大正11年）4月11日に公布・施行された「鉄道敷設法」（大正11年法律第37号）別表に定められていた条文の一つ。

## 原文
- 北見国興部ヨリ幌別、枝幸ヲ経テ浜頓別ニ至ル鉄道 及幌別ヨリ分岐シテ小頓別ニ至ル鉄道

## 現在の地名・地区名での表記
- 北海道紋別郡興部町興部地区（網走支庁管内）より北海道枝幸郡枝幸町本幌別地区（宗谷支庁管内）、北海道枝幸郡枝幸町枝幸地区を経て北海道枝幸郡浜頓別町浜頓別地区（以上、宗谷支庁管内）に至る鉄道 及び北海道枝幸郡枝幸町本幌別地区より分岐して北海道枝幸郡中頓別町小頓別地区（以上、宗谷支庁管内）に至る鉄道

## 開業区間
- 日本国有鉄道興浜南線
  - 興部 - 雄武間19.9km
- 日本国有鉄道興浜北線
  - 北見枝幸 - 浜頓別間30.4km

また、簡易軌道として経路と重複する下記の区間が開業した。
- 簡易軌道歌登線→歌登村営軌道→歌登町営軌道
  - 枝幸線 幌別 - 歌登（1951年XX月XX日 廃止）
  - 本幌別線 本別 - 歌登（1956年XX月XX日廃止）
  - 歌登線 歌登 - 小頓別（1971年5月29日廃止）

## 廃止区間
- 日本国有鉄道興浜南線
  - 興部 - 雄武間19.9km（1985年7月15日廃止）
- 日本国有鉄道興浜北線
  - 北見枝幸 - 浜頓別間30.4km（1985年7月1日廃止）

## 廃止代替バス路線
- 北紋バス
- 宗谷バス

## 未開業区間
- 日本国有鉄道興浜線
  - 雄武 - 幌別 - 北見枝幸間51.5km
  - 幌別 - 小頓別間